# بركة مأمن الله

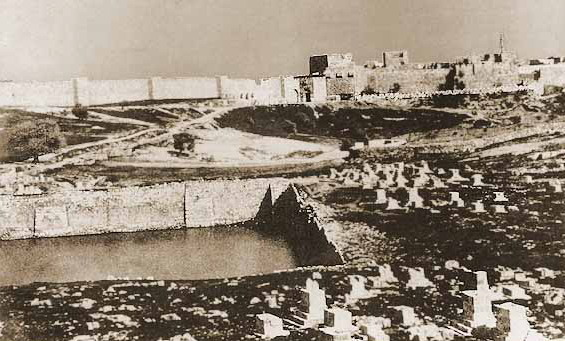
بركة ماميلا في القدس (1854).

بركة مأمن الله أو بركة ماميلا هي واحدة من العديد من الخزانات القديمة التي زودت سكان مدينة القدس القديمة بالمياه. تقع خارج أسوار البلدة القديمة على بعد 700 يارد شمال غرب باب الخليل في وسط مقبرة مأمن الله. وهي متصلة بواسطة قناة تحت الأرض ببركة البطرك في الحي المسيحي في البلدة القديمة. كان من المُعتقد أنها تستقبل المياه عبر ما يُسمى بالقناة العليا أو عالية المستوى من برك سليمان، لكن الحفريات في عام 2010 اكتشفت الجزء الأخير من القناة المائية على ارتفاع أقل بكثير بالقرب من باب الخليل، مما يجعل من المستحيل أن تعمل كمصدر تغذية لبركة ماميلا.
هي واحدة من أكبر وأقدم البرك الأثرية في القدس حيث تبلغ مساحتها 60×100 م وهنالك مصادر تدعي بأن مساحتها تبلغ 65×97 م. يبلغ عمقها حوالي 6.5 متر أما سعتها فتبلغ 36,000 متر مكعب من المياه وهنالك مصادر تدعي بأن سعتها تبلغ 40,000 متر مكعب. في الطرف الغربي من المسبح، يوجد درج يؤدي إلى قاع البركة وفي الطرف الشرقي هنالك نظام ضخ المياه الذي انشأته بلدية القدس الإلزامية في الاربعينات من القرن الماضي. كما وجزء من البركة محفور في الصخر والجزء الآخر مبني. 

## تاریخها
نسب بناء بركة مأمن الله للعصر الروماني المبكر أو العصر الروماني المتأخر، حيث يقال أن  بركة مأمن الله قد بنيت من قبل هيرودس الأول في الفترة الرومانية (فترة الهيكل الثاني قبل 2000 عام) ولكن في حفرية صغيرة قامت هيئة آثار اسرائيل بحفر تحت أرضية البركة، ووجد بقايا سيراميك من العصر الروماني المبكر (الهيكل الثاني) وحتى الفترة البيزنطية (القرن السادس) ونتيجة لذلك نسبت البركة للفترة البيزنطية. إضافة لذلك من خلال تلك الحفرية اوجدوا قناة مائية التي تمرر المياه إلى حمام ضخم الذي تم العثور عليه تحت باب الخليل، افترض الباحثون في الموقع ان الحمام يحصل على الماء من بركة مأمن الله ويمر عبره إلى بركة حزقيا (وهي بركة تقع في قلب حي سكني في الحي المسيحي في القدس).
هنالك جدال حول موضوع الغرض الأصلي من بركة مأمن الله فهنالك روايات  عديدة – اقوال التي تشير إلى أن بركة مأمن هي مسبح أولمبي الذي كان يستخدم للسباحة بينما هناك روايات  أخرى -اقوال التي تشير إلى أن بركة مأمن الله بنيت لتستخدم كخزان مياه يستخدمه سكان القدس للشرب والمحاصيل الزراعية التي نمت بالقرب من البركة. كما وان هنالك مصادر التي تشير إلى ان استخدمت البركة كمحجر في القرن الثاني أو الثالث ميلادي. ولكن  كما ذكر ليس هنالك معلومات دقيقة حول الغرض الأصلي للبركة.

## استخداماتها
في عام 1947 قررت بلدية القدس الانتدابيّة  استخدام مسبح ماميلا لتخزين مياه الأمطار ومياه الينابيع لاستخدام السكان المحليين عند الضرورة. كان المسبح متصلا بنظام المياه الحديث في المدينة، حيث كان من المفترض تخزينه عند الحاجة. بعد فترة قصيرة من النشاط اكتشفوا أن حمام السباحة كان يفقد المزيد من المياه مما كنا نتصور ونظرا للشعور بأن حمام السباحة كان مجرد شرب معظم المياه التي تدفقت إليه. ونتيجة لذلك، توقف تدفق المياه إلى المسبح وبدأت محاولات التجديد.
كجزء من عملية التجديد، تم صب كميات هائلة من الأسمنت إلى أسفل الأرض لإغلاقها من الماء، وتم تركيب مضخة مياه كبيرة من صنع شركة CATERPILLAR  (وهي شركة تقوم بتصميم، تصنيع, تسويق وبيع المعدات الثقيلة المحركات وغيرها). هذه المضخة تضخ المياه من وإلى المسبح حسب الحاجة. ومع ذلك، وحتى بعد عملية التّرميم الباهظة والكبيرة التي أجريت في المسبح، لا يزال فقدان المياه في منطقته أعلى مما كان متوقع ولذلك توقف نشاط المسبح كخزان للمياه لسكان القدس.

## البركة كمحمية طبيعية
منذ انتهاء نشاطه كخزان مياه لمدينة القدس توقف تدفق المياه للبركة ونتيجة لذلك كانت المياه الوحيدة التي عرفها المسبح هي مياه الأمطار والجريان السطحي في فصل الشتاء التي تملأها جزئيا كل عام من جديد. خلال فصل الربيع عندما يبدأ الماء بالتبخر تشكلت العديد من المستنقعات وأصبحت محمية طبيعية صغيرة. تحتوي تلك المستنقعات على برمائيات ونباتات وحيوانات أخرى. ولكن في السنوات العشرين الماضية حدث انخفاض كبير بكمية الحيوانات في البركة وذلك بعد أن اعتادت بلدية القدس بنشر المبيدات في البركة حتى يتمكنوا من منع نمو الأعشاب الضارة. خلال الزيارات التي قام بها الباحثون للموقع عام 1997 ,بعد أن توقفت البلدية عن نشر المبيدات، تم اكتشاف فصيلة جديدة غير معروفة من الضفادع في الموقع وسميت منذ ذلك الحين «ايلانيت ماميلا» أو باسمها العلمي ايلانيت هاينز شتاينتس (عالم الأحياء البحرية الإسرائيلي). عاش الضفدع خلال السنوات في منطقة مأمن الله والبركة، كما وانه انقرض منذ ذلك الحين.

## وضعها الحالي
في آب 2015، أصدرت بلدية القدس دعوة للمهندسين المعماريين لتقديم أفكار لتجديد بركة على أي حال.  تضمنت مقترحات التنمية منزلقات مائية التي أدت إلى احتجاجات من قبل المنظمات الخضراء الساعية إلى حماية الموائل والنباتات والحيوانات التي تطورت في الموقع. من المحتمل أن تبدأ أعمال التطوير والصيانة في مجمع المسبح في السنوات القادمة.